# Syobon Action
Syobon Action (яп. しょぼんのアクション), также известная как しょほんのアクション" (Кунрэй-сики: Syohon no Akusyon), Cat Mario, Mario from Hell и Neko Mario, — японская компьютерная игра в жанре платформер, выпущенная в феврале 2007 года для платформы Windows. Стала известна благодаря своим, на первый взгляд кажущимися простыми, уровням. Является пародией на игру от компании Nintendo Super Mario Bros. 1985 года, хотя, по признанию создателя игры — «Чику» — большинство идей он черпал у Flash-игры «Большое приключение Оваты».

## Игровой процесс

Одна из ловушек на первом уровне Syobon Action: из трубы вылетает тюлень, который убивает главного героя. Между труб находится местный аналог Гумбы — белый овал

Игрок управляет подобным коту персонажем, который должен пройти через платформенные уровни, подобные Super Mario Bros. Игра состоит из четырёх уровней, пронизанных ловушками, предназначенными для обмана игрока (в том числе обычный на вид кирпич, который падает или проваливается под игрока; блоки, из которых при прикосновении вырастают шипы; враги, спрыгивающие с высоты или вылетающие из труб; блоки с монетами, установленные на краю ямы, заставляющие персонажа удариться об них и упасть; облака-убийцы; звёзды, которые в оригинальной игре придают способности, в пародии — уничтожают игрока; и флагшток в конце уровня, где герой также может умереть двумя способами).
Несмотря на неожиданность этих ловушек, уровни не меняются после проигрыша, что позволяет игроку запоминать их местоположение и в конечном итоге пропускать их. У игрока, в отличие от Super Mario Bros., где после трёх попыток весь прогресс сбрасывается, — бесконечное количество жизней. Также можно собирать монеты, правда, их счётчик не показывается, из-за чего они теряют свой смысл.

## Разработка и выпуск
Syobon Action была разработана независимым японским разработчиком игр под псевдонимом «Тику». Основным вдохновением для него стала Flash-игра «Большое приключение Оваты» (яп. 人生オワタの大冒険), основная идея которой — множество внезапных препятствий, встречающихся по ходу уровня. Хотя сам внешний вид игрового процесса создан под видным влиянием игрой Super Mario Bros. компании Nintendo 1985 года выпуска. Саундтрек Syobon Action — сборник музыки из различных игр, выходивших в 1980-е и 1990-е годы, включая Spelunker, Ghosts’n Goblins и Puyo Puyo. Музыкальная тема первого уровня была взята из игры, попавшей в нелицензированный сборник видеоигр Action 52 — The Cheetahmen. Главный герой, подобие кота, похож на талисман Sony в Японии — Торо Иноуэ.
Уже на первый день создания были готовы основы проекта. Изначально игра была чёрно-белой, как и «Большое приключение Оваты». Однако на третий день Syobon Action Тику решил колоризировать игру, добавить эффекты и текст. Самый первый вариант был представлен на культурном фестивале, проводившемся в кампусе его колледжа, став самой популярной из представленных работ. Несколько дней спустя Тику загрузил на видеохостинг NicoNico видео с демонстрацией игры, вскоре собравшее более 1000 просмотров, что побудило разработчика сделать из демо-версии полноценную игру. За полтора месяца Чико создал три новых уровня. К февралю 2007 года Syobon Action начала распространяться по Сети.

## Восприятие
Syobon Action в целом была воспринята положительно, хотя в обзорах отмечается интенсивная и часто разочаровывающая сложность игры. Она была признана игрой, которая «систематически нарушает все правила игрового процесса 2D-платформера», и что успех в игре часто зависит как от «метода проб и ошибок», так и от способности игрока использовать нелогичные стратегии, чтобы избегать препятствий. Датским журналистом Повлом Расмуссеном была раскритикована «ужасная» музыка. По его мнению, Syobon Action «настолько плоха и в то же время невозможна, что в сегодняшние дни достигла культового статуса».